# Thousand Foot Krutch
Thousand Foot Krutch (сокращенно TFK) — канадская христианская рок-группа. По словам фронтмена группы Тревора МакНивена, название означает тот момент в нашей жизни, когда мы понимаем, что нельзя полагаться только на свои силы и основана на том убеждени, что Бог это некий костыль на который можно уверенно полагаться в любой тяжёлый момент.
С 1997 года группа выпустила 9 студийных альбомов: That's What People Do, Set It Off, Phenomenon, The Art of Breaking, The Flame In All Of Us, Welcome To The Masquerade, The End Is Where We Begin, Oxygen: Inhale, Exhale. Также у группы имеется два концертных альбома: Live at the Masquerade (2011 г.) и Untraveled Roads (2017 г.). По состоянию на 2014 год, группа продала около 1 000 000 копий своих альбомов.

## История

### That’s What People Do (1997 год)
В 1997 TFK выпускают свой первый (под новым названием) альбом That’s What People Do. Альбом был продан в размере 5000 копий и пользовался огромной популярностью, Thousand Foot Krutch были названы одной из 25-ти лучших независимых групп Северной Америки, а песня Rhime Animal попала на радио. Тревор был награждён читателями The Wire Magazine премией «Лучший Вокалист Года» 1999, группа также получила ряд премий в 2000 году. Тем временем Нил Сандерсон и другие бывшие участники Groundswell уже успели собраться вновь под именем Three Days Grace. Тревор помогает им с записью демо-альбома, его голос также можно услышать в песне This Movie.

### Set It Off(2000 год)
14 ноября 2000 года TFK независимо выпустили первый официальный альбом Set It Off на инди-лейбле A&E Studios. В США альбом разошёлся тиражом в более чем 85.000 копий. Thousand Foot Krutch вместе с Three Days Grace отправляются в тур, во время которого они также успели выступить с Finger Eleven, Econoline Crush, Treble Charger, Gob, Matthew Good Band, The Tea Party и другими.
Подписав контракт с калифорнийским независимым лейблом DJD Entertainment, парни были обременены высокими требованиями со стороны руководства лейбла, поэтому вскоре покинули ряды DJD. Обойдя порядка 10-и разных рекорд-компаний, парни решили остановиться на Tooth and Nail. В суматохе они не успели довести новый материал до ума, поэтому основная работа над вторым альбомом легла на плечи студийного инженера Аарона Спринкла. В записи релиза принял участие DJ Circa, который был диджеем на концертах P.O.D. период их Fundamental Element of the Sounthtown. Пока альбом записывался, состав группы покинул вступивший в брак Дэйв.

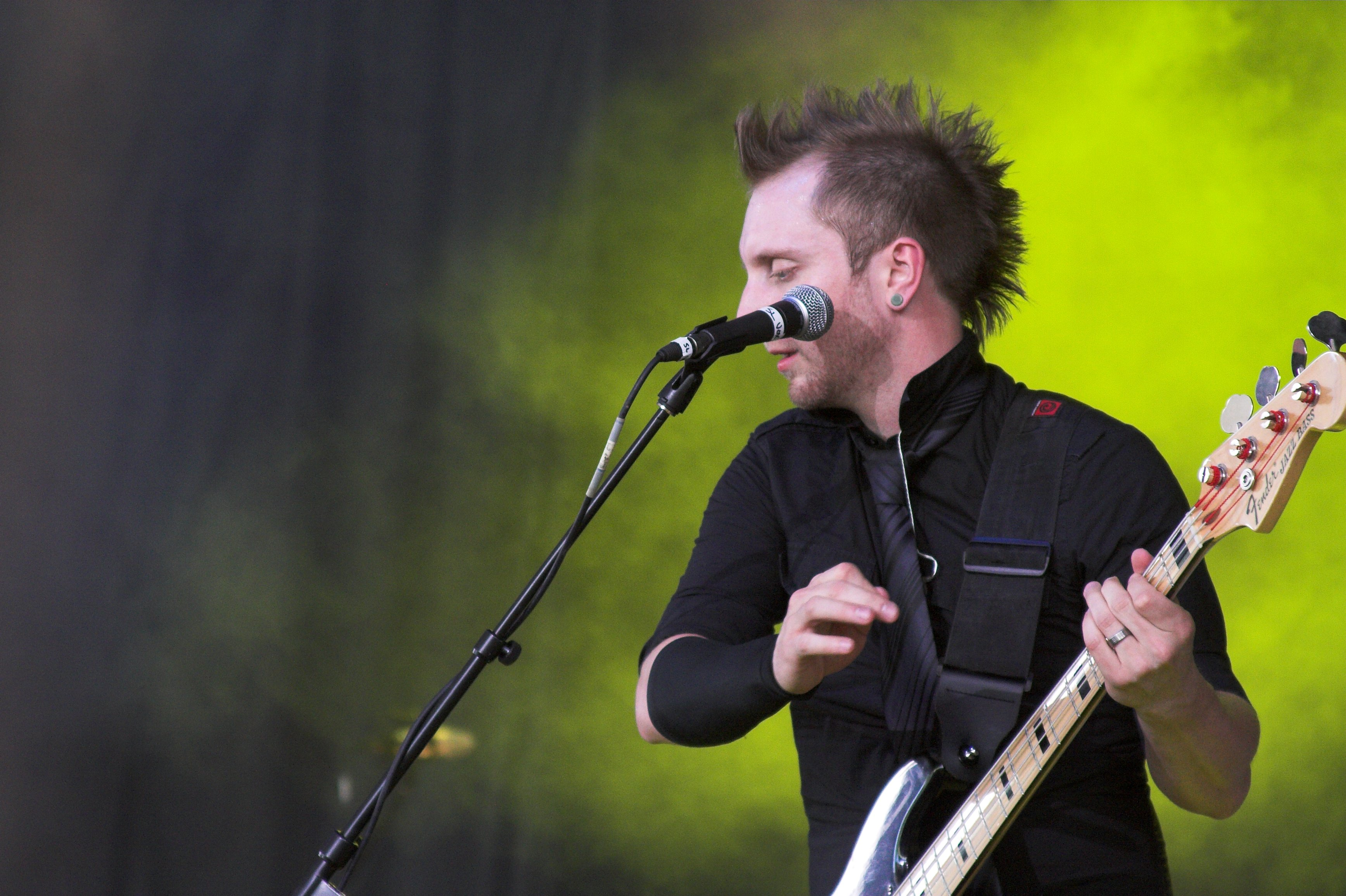
Басист Джоэль Брайер

### Phenomenon(2003 год)
В конце сентября 2003-го вышел новый альбом, Phenomenon, достигший 18-й позиции в разделе Heatseekers чарта Billboard. Первым синглом стал Bounce, удобно расположившийся в христианских чартах. На вакантное место гитариста TFK пришёл Джэми Эплин из [H]eadspace. Когда [H]eadspace лишились вокалиста, Тревор в знак благодарности за гитариста записал с ребятами несколько песен. TFK успевала проводить до 300 концертов в год, таким образом сколотив хорошую фан-базу по США и Канаде. Второй сингл Rawkfist получил ротацию на MTV2, достигнув 28-й строчки чарта Billboard в разделе «Американский мейнстрим-рок». Сингл попал в саундтрек к игре Backyard Brawlers для PlayStation2, а также был номинирован на множество различных премий. Через год после выхода, альбом разошёлся тиражом в 100.000 копий.

### The Art Of Breaking(2005 год)
Летом 2005-го Thousand Foot Krutch выпускают альбом The Art of Breaking, спродюсированный Арнальдом Ленни из Frozen Ghost и Sheriff, который также известен по работе с Our Lady Peace, Finger Eleven, Simple Plan и King’s X. Альбом попал в «топ-200 лучших альбомов» чарта Billboard, а сингл Move добрался до 16-й позиции в разделе «Американский мейнстрим-рок». Альбом получил номинацию на премию Juno Awards. В поддержку альбома TFK отправились в большой тур Trapt, а также дали концерты с такими группами как Korn, Taproot, Thornley, Kill Hannah, Three Days Grace, Paramore, Hawthorne Heights, Dashboard Confessional, AFI, Neverending White Lights, 30 Seconds to Mars и многими другими.
Вскоре Тревор выпускает второй альбом своего сайд-проекта FM Static.

### The Flame In All Of Us(2007 год)
После длительной работы в студии вместе с продюсером Кеном Андрюсом, в сентябре 2007-го у Thousand Foot Krutch выходит альбом The Flame In All Of Us, перед выходом которого группу покинул Джеми Эплин. Его заменил Ник Баумхардт, известный своей продюсерской деятельностью. В поддержку альбома TFK много выступают с местными канадскими группами, в начале 2008-го отправляются в большой тур по Канаде и США с группами Skillet и Decyfer Down, а осенью в мини-тур с Daughtry. А летом парни из TFK также выступали с Egypt Central, P.O.D., Chevelle, Sevendust, 10 Years, Pillar, Breaking Benjamin, Red и другими.
Thousand Foot Krutch выиграли Taco Bell’s Feed The Beat в 2008, разделив призовое место с Fireflight и Hit the Lights, за что им предоставлена возможность бесплатной записи нового материала с именитым продюсером.
7 апреля 2009 выходит третий альбом FM Static, а басист Джоэл Браер готовит к выходу альбом своего нового сайд-проекта The Drawing Room.

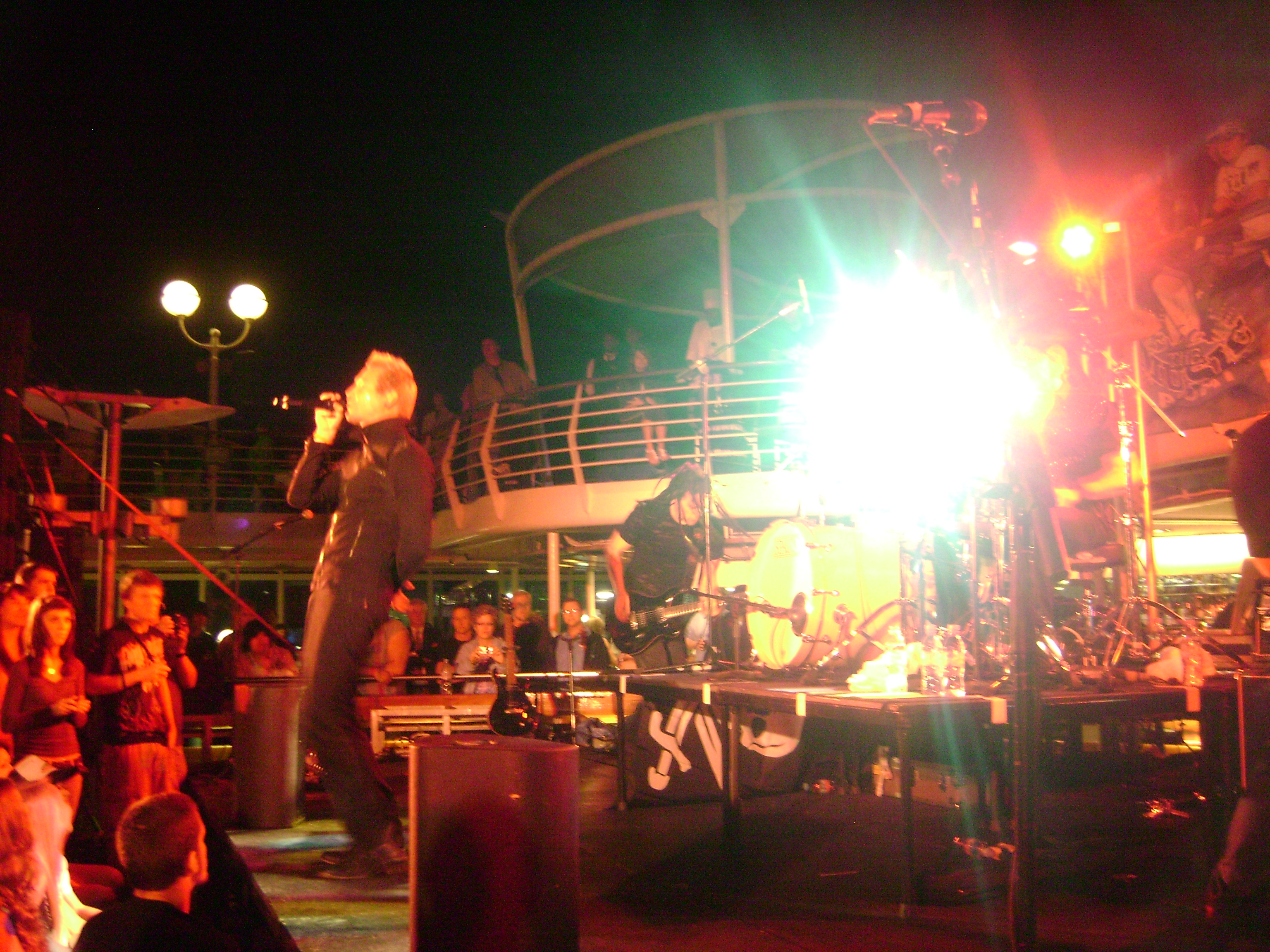
TFK на фестивале Music Boat

### Welcome To The Masquerade(2009 год)
8 сентября 2009 был выпущен альбом Welcome To The Masquerade, в работе над которым принимали участие Аарон Спринкл (Mae/Anberlin/MxPx) и Рэнди Стауб (Metallica/Stone Sour/Nickelback/Our Lady Peace), а также Мэтт Картер из Emery, Рэнди Торес из Project 86 и звезда гранжа 90-х Пит Стюарт из Grammatrain.
Сингл Fire It Up, был использован в рекламном ролике к фильму «Бросок Кобры», а также во многих компьютерных играх.

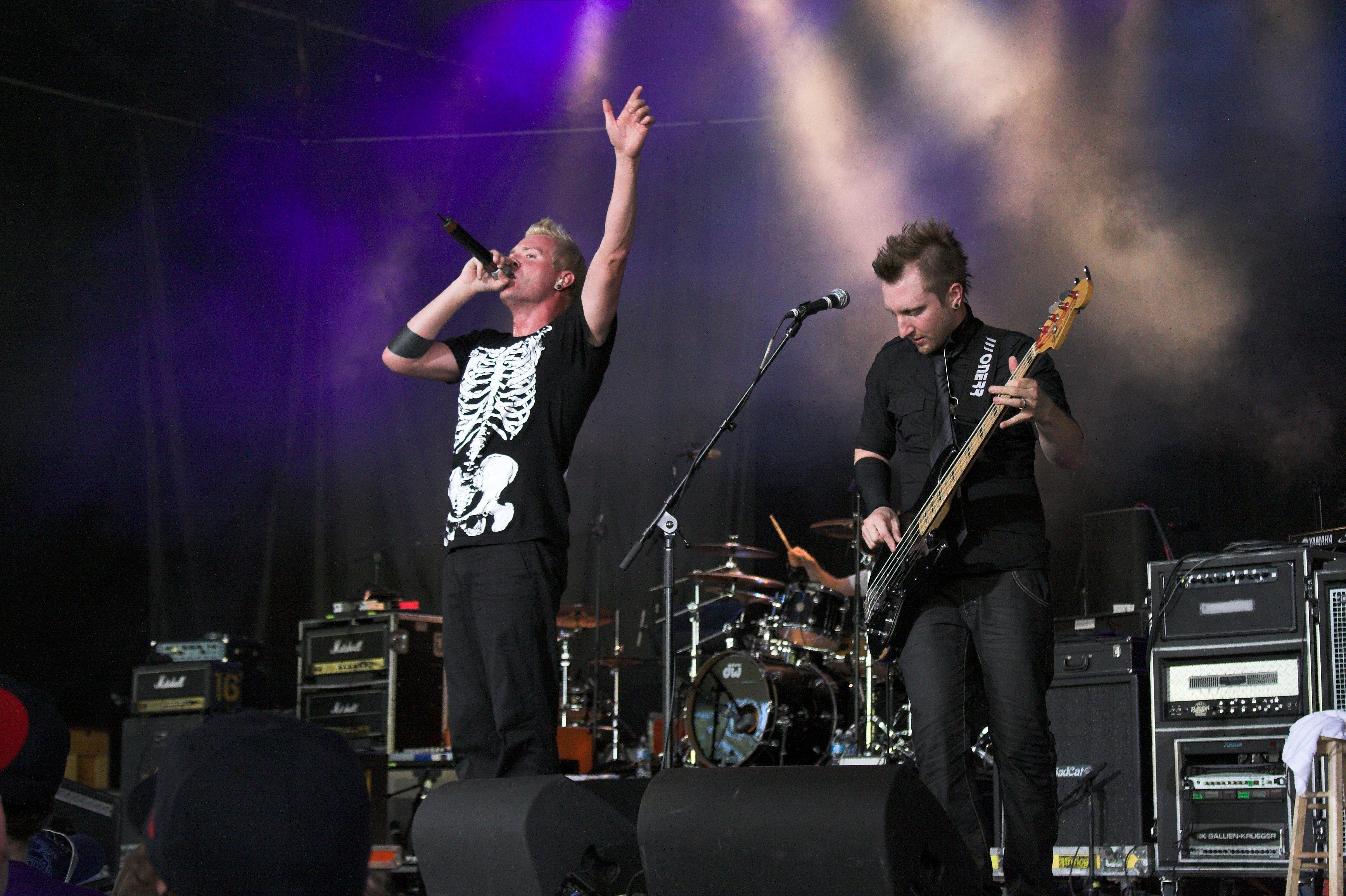
TFK в июне 2009 года

### The End Is Where We Begin(2012 год)
Седьмой студийный альбом Канадской рок-группы Thousand Foot Krutch. Релиз назначен на 17 апреля 2012 года. 3 марта альбом был нелегально выложен в интернет. В данном альбоме группа частично возвращается к старому стилю рэпкор, с которым они попрощались после альбома Set It Off.

### Oxygen: Inhale(2014 год)
27 марта 2014 года группа объявила, что они начнут записывать новый альбом 21 апреля. В интервью Тревор заявил, что альбом будет выпущен 26 августа 2014 года под названием OXYGEN:INHALE. Первый сингл альбома вышел 22 июля под названием «Born This Way». Вскоре вышел второй сингл с названием «Untraveled Road».

### Exhale(2016 год)
27 марта 2014 года группа объявила о записи нового альбома «Oxygen: Exhale» (Или просто «Exhale»). 11 декабря 2015 года вышел первый сингл в составе альбома под названием «Born again». За ним последовали ещё четыре сингла — «Incomplete» (1 февраля 2016), «Running With Giants» (25 февраля 2016), «Give up the Ghost» (24 марта 2016) и «A Different Kind Of Dynamite» (25 мая 2016). Дата выхода альбома — 17 июня 2016.

### Untraveled Roads (live 2017 год)
В 2017 году вышел новый концертный альбом Thousand Foot Krutch под названием «Untraveled Roads». Релиз альбома состоялся 15 сентября. Коллекция из 12 песен была записана во время ежегодного фестиваля христианской музыки Winter Jam. Live-DVD посвящен исключительно последним трем альбомам: The End Is Where We Begin (2012 год), Oxygen: Inhale (2014 год) и Exhale (2016 год). В концертной записи наиболее представлены песни из альбома The End Is Where We Begin (2012 год), с двух других альбомов взято по три песни.
Фронтмен Тревор МакНивен говорит: «Этот альбом действительно отражает ту высокооктановую энергию и электричество, которые вы должны получать на шоу TFK, давая нашим новым и старым друзьям возможность почувствовать, как звучат и чувствуются эти последние три альбома! Живой аспект всегда был большой частью того, кем мы являемся как группа, и что люди ожидают от нас ».

## Состав группы
Действующие
- Тревор МакНивен — вокал, гитара (студийные записи) (1995 — настоящее время), также лидер сайд-проекта FM Static
- Джоэль Брайер — бэк-вокал, бас гитара (1999 — настоящее время), также лидер сайд-проекта The Drawing Room
- Стив Августин — ударные (2002 — настоящее время), также барабанщик сайд-проекта FM Static
- Эндрю Уэлш — гитара (2012 — настоящее время)

Бывшие
- Нил Сандерсон — ударные (1995—1997), на данный момент играет в группе Three Days Grace
- Тим Бакстер — бас-гитара (1995—1998)
- Дэйв Смит — гитара (1995—2002)
- Кристиан Харви — ударные (1997—2002)
- Пэт Педосьюк — бас гитара (1998—1999)
- Джиоф «Джонни Орбитал» Лафое — ударные (2000—2003)
- Майк Харрисон — гитара (2002—2003)
- Джейми Эплин — гитара (2003—2007)
- Ник Баумхардт — гитара, клавишные, бэк-вокал (2007—2010), на данный момент играет в группе Stellar Kart
- Тай Дицлер — гитара (2010—2012)

Сессионные
- Аарон Спринкл — клавишные, гитара (Phenomenon, Welcome To The Masquerade. The End Is Where We Begin)
- Арнольд Лэнни — клавишные (The Art of Breaking)
- Кен Эндрюс — клавишные (The Flame in All of Us)
- Фил Икс — гитара (The Art of Breaking), The Flame in All of Us)
- Рэнди Торрес — гитара (Welcome To The Masquerade)
- Пит Стюарт — гитара на «Fire it Up» (Welcome To The Masquerade)
- Шарлотта Мартин — бэк-вокал на «Inhuman» (The Flame in All of Us)
- Адам Гонтье — бэк-вокал на «Hurt», «Go» и «Absolute» (The Art of Breaking)

## Дискография
| Год  | Альбом                    | US | Лейбл                | Продажи по США |
| ---- | ------------------------- | -- | -------------------- | -------------- |
| 1995 | Shutterbug                |    | Независимый          |                |
| 1997 | That’s What People Do     |    | Независимый          |                |
| 2000 | Set It Off                |    | A&E Studios          | 60.000 копий   |
| 2003 | Phenomenon                | 18 | Tooth & Nail Records | 100.000 копий  |
| 2004 | Set It Off (переиздание)  |    | Tooth & Nail Records |                |
| 2005 | The Art Of Breaking       | 67 | Tooth & Nail Records |                |
| 2007 | The Flame In All Of Us    | 58 | Tooth & Nail Records |                |
| 2009 | Welcome To The Masquerade | 35 | Tooth & Nail Records |                |
| 2012 | The End Is Where We Begin | 14 | Независимый          |                |
| 2014 | Oxygen: Inhale            |    | Независимый          |                |
| 2016 | Exhale                    |    | Независимый          |                |
| 2017 | Untraveled Roads (live)   |    |                      |                |

## Видеография
Puppet (2001)
Rawkfist (2003)
Move (2005)
Falls Apart (2008)
Favorite Disease (2008)
War Of Change (2013)
Running With Giants (2016)
Lifeline (Lyric Video)
(2016)